# Ahmet Adnan Saygun

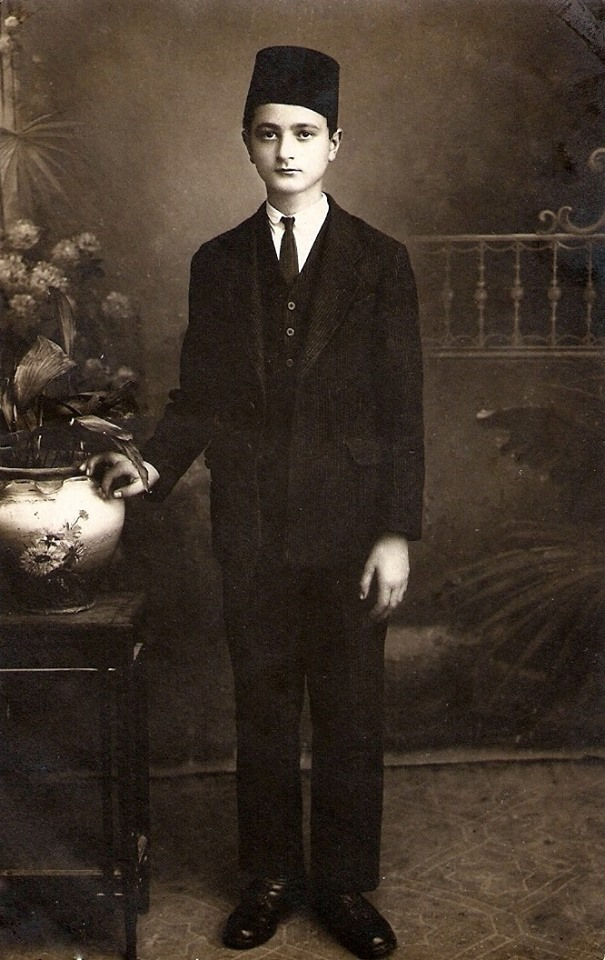
Ahmed Adnan en temps otomans

Ahmet Adnan Saygun, nascut Ahmed Adnan (Esmirna, Imperi Otomà, 7 de setembre de 1907 – Istanbul, Turquia, 6 de gener de 1991) fou un educador musical, etnomusicòleg i compositor que integrà elements de la música turca amb la música clàssica occidental. Saygun fou un dels primeres artistes als que se li atorgà el títol de "Artista de l'Estat" (Devlet Sanatçısı en turc) l'any 1971.
Saygun és un dels compositors turcs més famosos, més coneguts com a "Els Cinc Turcs" (juntament amb Ulvi Cemal Erkin, Cemal Reşit Rey, Hasan Ferit Alnar i Necil Kazım Akses) de la història de la música classica turca. L'"Oratorio de Yunus Emre", l'obra més interpretada de la música del període republicà de Turquia, és la seva composició més important.

## Biografia
El pare de Saygun, Mahmut Celalettin Bey, era professor de matemàtiques, venia d'una important família d'acadèmics religiosos d'Esmirna i deria un dels fundadors de la Biblioteca Nacional d'Esmirna, d'on després en seria director. La seva mare, Zeynep Seniha Hanim, era filla d'una família que havia vingut a Esmirna, provinent del barri Doğanbey de Konya.
Saygun es crià a Esmirna, on començà la seva educació primària en l'Escola per a varons Hadikai (Hadikai Sübyan Sultanisi) i continuà els seus estudis en l'escola Unió i Progres (İttihat ve Terakki Numune Sultanisi). En la ciutat hi tocaven amb freqüència bandes de guerra otomanes hi havia concerts de música de cambra occidental, el que influí en Saygun. A més, el seu pare pertanyia a l'orde dels Mevlevis, motiu pel qual va rebre molta influència de la música sufi. Als tretze anys, s'inclinà vers l'educació artística, començà estudiar teoria musica amb İsmail Zühdi i piano amb Tito Rosati. També estudià l'ud (instrument similar al llaüt) i als catorze anys estava escrivint marxes i polques. El 1922 començà a estudiar piano amb Tevfik Bey. El 1925, realitzà una enciclopèdia de música en turc, Musiki Lugati, a partir de traduccions que va fer dels articles relacionats amb la música de la l'Encyclopédie francesa. En aquells moments Turquia estava sota constants i dràstics canvis. El 1923 fou fundada la República de Turquia (Türkiye Cumhuriyeti), reemplaçant el lloc a l'Imperi Otomà a Anatòlia, i la política turca cercaria alinear-se amb occident. El seu llenguatge musical es veuria influït per aquest projecte.
Per guanyar-se la vida, Ahmet treballà en llocs tan diversos com una empresa d'aigües i l'oficina de correus. Després d'intentar sense èxit obrir una botiga per a vendre partitures musicals al carrer Beyler d'Esmirna, es dedicà a l'ensenyança de la música en escoles primàries. Durannt aquest període va escriure cançons escolars basant-se en els poemes de Ziya Gökalp (1876-1924), Mehmet Emin Yurdakul (1869-1944) i Bıçakçızade Hakkı Bey (1861-1930). El 1925, el jove músic volgué realitzar l'examen d'una convocatòria de govern per enviar a joves amb talent del país a estudiar en conservatoris importants d'Europa, però va perdre l'oportunitat per la mort de la seva mare. A partir de 1926, després de passar una prova per a ser professor de música d'educació mitjana, es desenvolupà per un temps com a mestre de música en el Liceu per a homes d'Esmirna (İzmir Erkek Lisesi).

## Els anys d'estudiant a París
Entre 1927 i 1928 va compondre la Simfonia en Re major; el 1928 es tornà a obrir la convocatòria del govern per als músics joves i amb taleny. Aquesta vegada va prendre l'oportunitat i fou enviat a la Schola Cantorum a París amb una beca del govern. Allà estudià composició amb Vincent d'Indy, fuga amb Eugène Borrel, harmonia amb l'esposa de Borrel, contrapunt amb Paul Le Flem, música gregoriana amb Amédée Gastoué i orgue amb Edouard Souberbielle, a més fou introduït als estils del romanticisme tardà i l'impressionisme. Durant la seva estada a París, va compondre Divertissement Op. 1, per a orquestra. El 1931, amb Henri Defossé com a president del jurat, la va presentar i va guanyar el premi de composició de París. Aquest mateix any, amb l'orquestra de Colònia dirigida per Gabriel Pierné, interpretà aquesta obra a París, Varsòvia, Rússia i Bèlgica. D'aquesta forma, l'obra formà com la quarta composició turca per a orquestra en ser interpretada a l'estranger, després de les interpretacions de Turcs d'Anatòlia (Anadolu Türküleri) el 1927, Conte per a infantons (Bebek Efsanesi) el 1928 i Paisatges turcs (Türk Manzaraları) el 1929, a París per l'Orquestra Cemal Reşit Rey.

## Els anys d'Ankara
El 1931, Saygun tornà a Turquia i començà a ensenyar música en l'Escola per a Mestres de Música, on donà classes d'escriptura musical i contrapunt. El 1932 es casà amb la pianista Mediha (Boler) Hanim, del que se'n separaria poc temps després. El 1934, sota la Llei de Cognoms i a petició del seu pare, que en aquell temps era professor de matemàtiques, Ahmet Adnan Bey i la seva família es canviaren el cognom a Saygin. Però ser sovint confós amb algú més, tot sovint el canvià a Saygun.
El 1934, el president Atatürk li encarregà la tasca d'escriure la primera òpera turca, amb motiu de la visita del Xa Reza Pahlavi de l'Iran. Va escriure el seu Op. 9, Özsoy Operası, en un mes, amb Münir Hayri Egeli (1903-1970) com a llibretista. El tema, suggerit pel mateix Atatürk, relata l'origen de la nació turca i conta la germanor entre Turquia i l'Iran situant el seu origen en temps remots. L'estrena de l'obra es portà a terme a Ankara el 19 de juny de 1934, amb l'assistència d'Atatürk i Reza Pahlavi. Després de la posada en escena de l'Özsoy Operası, en una casa de camp de Yalova, Saygun presentà davant Atatürk un informe sobre la música turca. L'informe, influenciat per teories sobre el llenguatge solar i la història turca, fou publicat el 1936 sota el nom de El pentatonisme en la música turca.
A partir de l'esdeveniment de Yalova, Saygun fou nomenat director de l'Orquestra Nacional Riyaset (Riyaset-i Cumhur Orkestrasi). Degut al seu ml estat de salut i a la seva anada a Istanbul, tan sols va estar pocs mesos en el lloc. El seu primer concert amb l'orquestra fou el 23 de novembre de 1934.
A finals de novembre de 1934, Saygun rebé una sol·licitud d'Atatürk perquè escrivís una nova òpera. Programada per a presentar-se la nit del 27 de desembre, Saygun va compondre Òpera de la nina (Taş Bebek Operası), la qual contava el naixement de la nova república. L'obra fou representada el 27 de desembre de 1934 en el Teatre del Poble d'Ankara (Ankara Halkevi) i dirigida per Saygun, malgrat que havia caigut molt malalt. Després de la presentació, Saygun marxà vers Istanbul i va rebre dues cirurgies a l'oïda en un període de cinc mesos. Acusat de descuidar els seus deures amb l'orquestra, se'l retirà del seu lloc i finalment li donaren una feina en l'Escola per a Mestres de Música. També fou retirat de les investigacions de la fundació del Conservatori Estatal d'Ankara. Saygun cercà obrir el departament d'etnomusicologia en el conservatori de l'Estat però, malgrat el recolzament d'Atatürk, mai fou materialitzat per les autoritats competents.

## Els anys a Istanbul
El 1936, Saygun tornà a fer de professor en el Conservatori Municipal d'Istanbul, on hi va romandre fins al 1939. Fins l'estrena de l'Oratori de Yunus Emre, Saygun va caure en un període de descrèdit.
Mentre romania a Istanbul, a Ankara continuaven els treballs per establir un nou Conservatori, sota les idees de la música universal, en contraposició amb la idea d'una cultura nacional recolzada per Saygun.
El Conservatori va ser fundat el 1936 d'acord amb la ideologia de la música universal, pel qual es va cercar l'assessoria de Paul Hindemith, el qual donava suport a aquesta posició. El 1936 per invitació dels Centres Comunitaris (Halkevler), Adnan Saygun acompanyà al compositor i etnomusicoleg hongarès Béla Bartók (1881-1945), amb el qual començaria una bona amistat en un viatge per Anatòlia. Junts recopilaren i transcriviren cançons folklòriques de l'antic Imperi Otomà. El treball, Investigacions de Béla Bartók sobre la música folklòrica de Turquia (Bela Bartok’un Türkiye’deki Halk Müziği Araştırmaları) fou publicat en anglès com a llibre el 1976 per l'Acadèmia de Ciències Hongareses.
El 1939, Saygun acceptà un lloc com a investigador dels centres comunitaris, motiu que el portà a fer un viatge arreu de Turquia. El 1940, perquè Hongria s'uní a les Potencies de l'Eix en la Segona Guerra Mundial, l'Orquestra de Dones de Budapest no va poder retornar al seu país després de fer un concert a Ankara. Saygun es casà amb un dels seus membres, Irén Szalai (que després es canviaria el nom pel de Nilüfer), amb la qual va tenir un fill.
Paral·lelament a les seves activitats en els centres comunitaris, el 1940 fundà el cor Unitat de la Música Turca, amb el qual donà concerts regulars de música de cambra i publicà un llibre amb el títol Música dels centres comunitaris (Halkevlerinde Musiki). En aquest període, Saygun va compondre obres com lOratori de Yunus Emre (Yunus Emre Orotoryosu), "Cantata a l'antiga" (Op. 19 Eski Üslupta Kantat) i el ballet Un conte del bosc
(Bir Orman Masalı). El 1943, Oratori de Yunus Emre va guanyar el primer lloc en un concurs organitzat pel Partit Popular republicà (Cumhuriyet Halk Partisi, CHP), junt amb el concert per a piano d'Ulvi Cemal Erkin (1906-1972) i el concert per a viola de Hasan Ferit Alnar (1906-1978).

## Després de l'estrena de l'Oratori de Yunus Emre

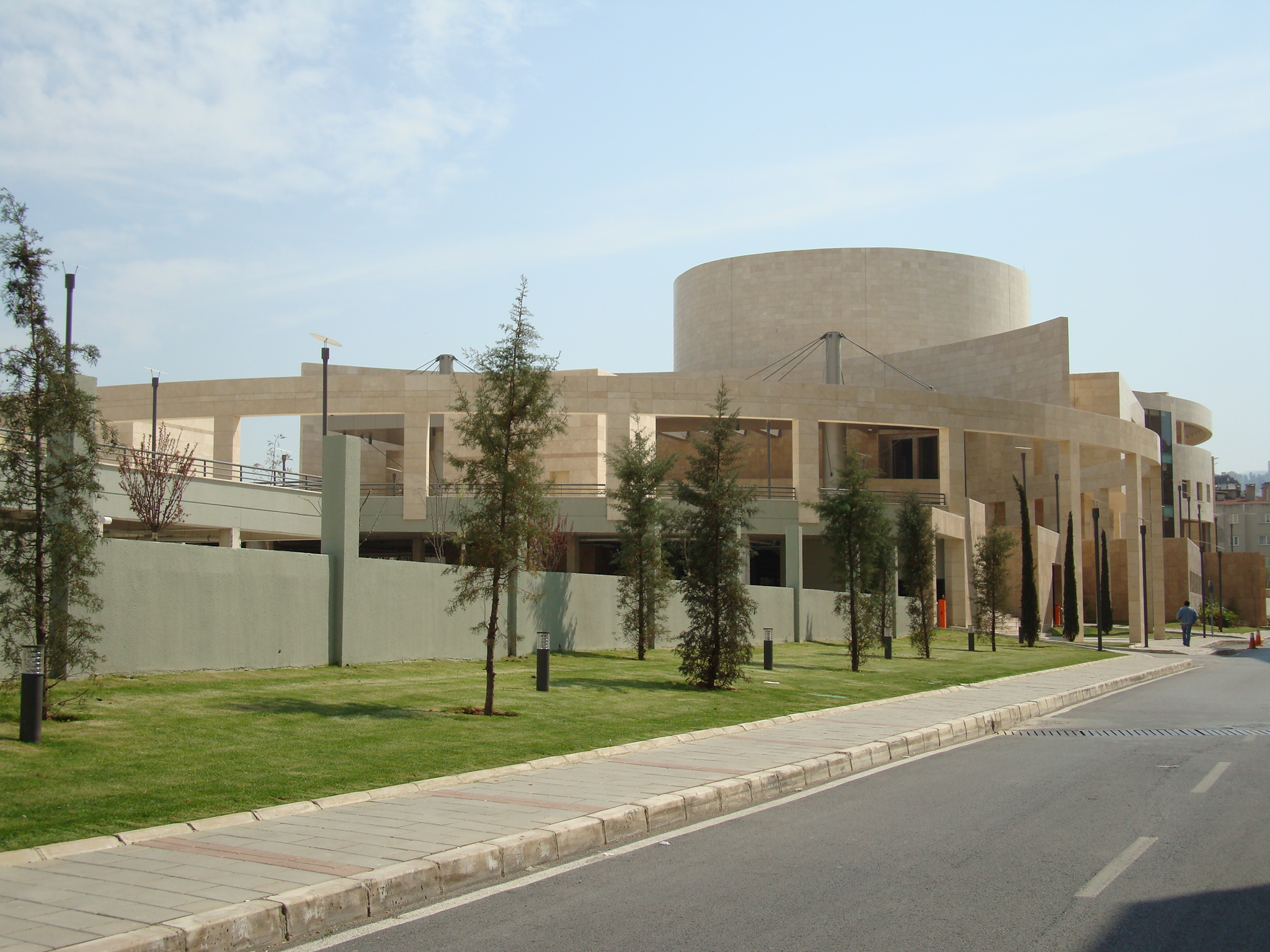
Centre d'Arts Ahmet Adnan Saygun a İzmir, on va neïxer

L'any 1942 Saygun acabà l'Oratori de Yunus Emre de Saygun, el presentà amb gran èxit el 25 de maig de 1946 en la Facultat d'Idiomes, Història i geografia d'Ankara. Aquesta es transformà en la seva obra més important. L'oratori té una durada d'una hora i involucra cantants solistes, un cor mixt i una orquestra. Basada en l'obra poètica del místic sufí de l'Anatòlia del segle xiii, Yunus Emre, l'obra té un distintiu estil del romàntic tardà, però incorpora fragments i guspires de formes (bestenigar makam o estil)i melodies turques.
Després de París, el 1958 l'oratori es presentà a Nova York en les Nacions Unides, amb motiu del seu aniversari, per la Simfònica de les Forces Aèries i un cor de dues-centes persones sota la batuta d'Leopold Stokowski. Aquesta obra, inspirada en les cançons dervixos Mevlevi que Saygun escoltava en el Carreró Dervişler (avui Carreró Anafartalar) en el Basar de Kameralti d'Esmirna, es començà a traduir a cinc idiomes per Europa i Amèrica sota el paraigües de les Nacions Unides. Després de l'estrena de l'obra a Ankara, Saygun fou nomenat assessor i investigador de centres comunitaris i catedràtic de composició per al Conservatori Estatal d'Ankara. Va ser convidat a París i Londres, on realitzà investigacions vers música folklòrica i donà diverses conferències.
Després de Yunus Emre, Saygun va escriure òperes, entre les quals destaquen Kerem, Köroğlu i Gilgameş, i peces corals com Epopeia per Atatürk i Anatòlia, cinc simfonies, concerts, obres per a orquestra, cor, conjunt de cambra, peces vocals i instrumentals, llibres, incomptables compilacions de música folklòrica, articles i investigacions.
Les seves obres han estat interpretades per conjunts com l'Orquestra Simfònica de la NBC de Nova York, l'Orquestra de Colònia, L'Orquestra Filharmònica de Berlín, l'Orquestra Simfònica de la Ràdio de Baviera, l'Orquestra Simfònica de Viena, l'Orquestra Filharmònica de Moscou, l'Orquestra Simfònica Txaikovski de la Radio de Moscou, l'Orquestra Filharmònica de Londres, l'Filharmònica Reial, la NDR Elbphilharmonie Orchester, el Quartet de Juliard, i per virtuosos com Yo-Yo Ma. Per efecte de la Llei Estatal de l'Art, que entrà en vigor el 1971, Adnan Saygun fou un dels primers artistas turcs en ser nomenat Artista de l'Estat.
Entre 1960 i 1965 fou membre del Consell nacional d'Educació i membre del Consell de Ràdio i Televisió Estatal de 1972 a 1978. A partir de 1972 es dedicà a l'ensenyança de composició i etnomusicologia en el Conservatori Estatal d'Istanbul. Adnan Saygun perdé la vida el gener de 1991 a causa de complicacions amb el càncer de pàncrees. Poc temps després de la seva mort, el dimecres 4 de setembre d'aquest mateix any, el Ministeri de Cultura organitzà la presentació de lOratori de Yunus Emre per l'Orquestra d'Òpera i Ballet de l'Estat d'Ankara i solistes invitats en el pati del Palau Apostòlic de Castel Gandolfo, sota la direcció del director Hikmet Şimşek. A la presentació assistí el papa Joan Pau II, el qual digué unes paraules quan acabà.
La seva obra, incloent composicions per a Orquestra, música de cambra, òpera, ballet i piano, així com les seves publicacions sobre etnomusicologia i educació musical, es troben guardades en el Centre d'Investigació i Educació Musical Ahmet Adnan (Ahmet Adnan Saygun Müzik Eğitim ve Araştırma Merkezi), en la Universidad de Bilkent, d'Ankara.
El musicòleg turc Emre Aracı va escriure una biografia de Saygun titulada "Adnan Saygun un pont musical entre orient i occident" (Adnan Saygun – Doğu Batı Arası Müzik Köprüsü), publicada per la editora Yapı Kredi Yayınları en 2001; en 2005, Mucize Özinal escriví una novel·la basada en la vida de Saygun, "L'estret pont del dervix" (Dar Köprünün Dervişi).
El Centre Artístic d'Esmirna porta el seu nom (Ahmed Adnan Saygun Sanat Merkezi).
En el barri d'Ulus, a Beşiktaş, d'Istanbul, hi ha un carrer que porta el nom d'Ahmet Adnan Saygun. En aquest carrer també s'hi troba una estàtua de mida real del músic.